# جي. واين كلوف
جي. واين كلوف (بالإنجليزية: G. Wayne Clough)‏ هو مهندس مدني ومهندس أمريكي، ولد في 24 سبتمبر 1941 في دوغلاس في الولايات المتحدة.

## وصلات خارجية
- جي. واين كلوف على موقع إن إن دي بي (الإنجليزية)